# Célestine (Le Journal d'une femme de chambre)
Pour l’article homonyme, voir Célestine (homonymie).
Célestine  est le personnage principal et la narratrice du roman français d’Octave Mirbeau, Le Journal d'une femme de chambre (1900).

## Les tribulations d’une domestique
Célestine, que le romancier n'a pas plus  dotée d’un nom de famille que la Clara du Jardin des supplices, est une accorte soubrette bretonne, née à Audierne, fille de marin, orpheline très tôt, et déflorée à douze ans, « pour une orange »,  par le dégoûtant Cléophas Biscouille. Pour avoir travaillé par la suite dans des maisons parisiennes du “beau monde”, elle a acquis des manières, a appris à s’habiller et manie aisément la langue française. Surtout, au cours des quelque vingt années de tribulations chez des employeurs plus stupides ou odieux les uns que les autres, son coup d’œil aigu et son sens de l’observation lui ont permis de relever les « bosses morales » des nantis, et elle se sert de son journal intime pour se venger de son exploitation et de ses humiliations en arrachant leur masque de respectabilité et en mettant à nu leurs vilaines âmes : « Ce n’est pas de ma faute si les âmes, dont on arrache les voiles et qu’on montre à nu, exhalent une si forte odeur de pourriture. »

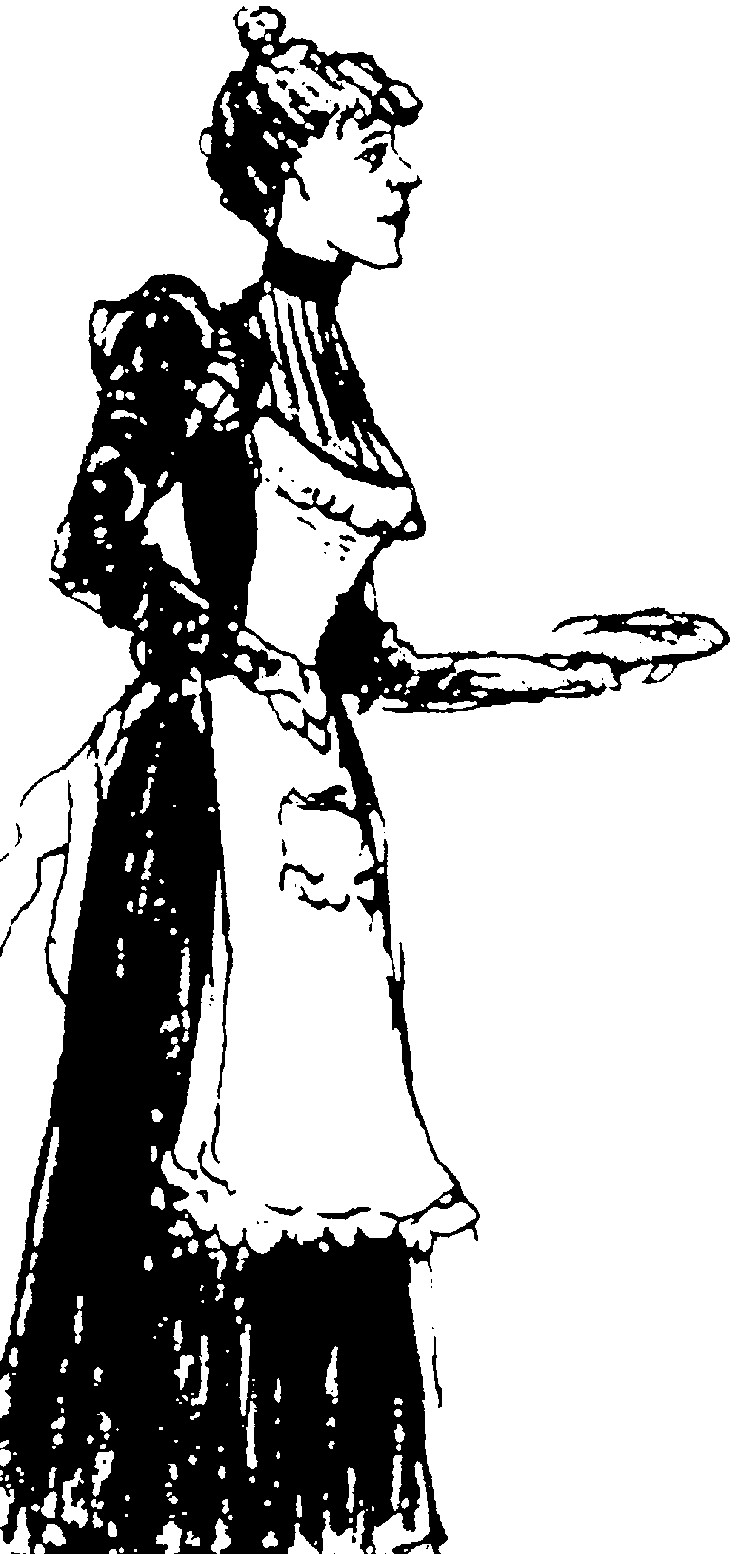
Célestine, vue par Octave Mirbeau

Au début du roman, Célestine a échoué chez les Lanlaire, dans un bourg de  l’Eure, Le Mesnil-Roy, inspiré de Pont-de-l'Arche, où elle s’ennuie à mourir. Ses seules distractions sont d’aller, le dimanche, écouter avec répugnance  les potins du village chez la « sale mercière », où elle retrouve la bienfaisante “faiseuse d’anges” du coin, et de discuter avec Rose, la servante-maîtresse du voisin des  Lanlaire, le capitaine Mauger. Après la mort de Rose, le capitaine lui propose la place de Rose, mais elle repousse ce grotesque fantoche et ses perspectives crapuleuses. 
En revanche, elle est fascinée par le mystérieux Joseph, le jardinier-cocher, antisémite notoire et antidreyfusard forcené, qui, au début, l’inquiétait et l’intriguait beaucoup et qu'elle a tâché un temps d’espionner. Elle se met même dans le crâne que c’est lui qui a violé et tué sauvagement une petite fille, Claire, mais, loin d’en être dégoûtée, son attirance en est renforcée et elle est prête à le suivre « jusqu’au crime » – ce sont les derniers mots de son journal. Quand  Joseph parvient à voler impunément la précieuse argenterie des Lanlaire, ce qui va lui permettre de se mettre à son compte et de devenir riche, elle accepte sans hésitation de le suivre à Cherbourg, de l’épouser et de tenir avec lui le « petit café » de ses rêves, fréquenté par les nationalistes de la ville. Devenue patronne à son tour, elle ne manque pas de houspiller ses bonnes.

## Un être double
Célestine est un personnage complexe. D’un côté, elle possède la lucidité de Mirbeau, qui lui prête, non seulement nombre de ses analyses très critiques de la société de son temps, mais aussi son propre style, sans jamais jouer le jeu de la crédibilité romanesque.  Faut-il pour autant en conclure que la diariste n’est que la porte-parole du romancier ? Ce serait aller trop vite en besogne, car Célestine, comme Clara dans Le Jardin des supplices, obéit à sa propre logique de personnage. 
Ses contradictions, déconcertantes pour le lecteur, rendent difficile une adhésion aveugle à son discours : tout en dénonçant inlassablement les turpitudes de ses maîtres, elle est elle aussi sensible au « million » qui leur confère de la respectabilité ; tout en étant sexuellement émancipée et prête à prendre son plaisir partout où elle le trouve, elle n’en considère pas moins nombre de pratiques comme des « cochonneries » ; tout en n’ayant aucune espèce d’illusions  sur l'Église ni sur les catholiques, elle garde au fond du cœur la nostalgie de la foi enfantine ;  après avoir dénoncé avec virulence l’exploitation et les humiliations infligées aux domestiques, elle devient très exigeante avec ses bonnes ; tout en étant assoiffée de justice, elle est indifférente au sort de Dreyfus et devient complice d’un voleur en qui elle voit de surcroît un bourreau d’enfant. Si même Célestine n'est pas capable de donner un contenu positif à sa révolte et se résigne à monter dans la hiérarchie sociale au lieu de renverser le désordre établi, alors que peut-on bien attendre de la masse des opprimés et exploités ?

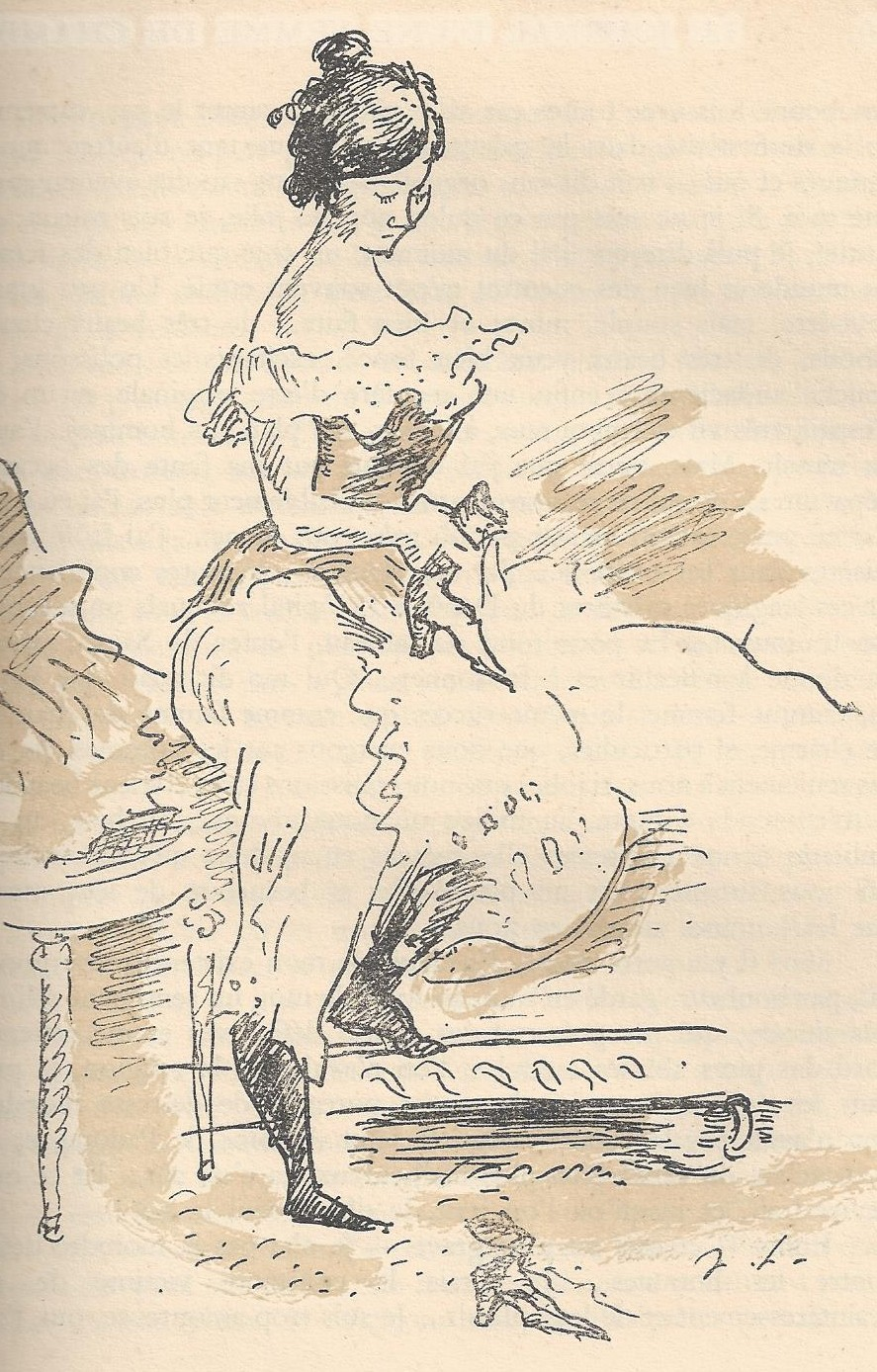
Célestine, par Jean Launois, 1935

Par ses contradictions, Célestine illustre le pessimisme du romancier, qui ne croit pas à la toute-puissance de la raison sur les comportements humains, qui ne juge pas l’homme amendable et qui voit dans la « loi du meurtre » la loi qui régit, non seulement la nature, mais aussi les sociétés et les relations entre les hommes en même temps qu’entre les sexes.

## Célestine au cinéma et au théâtre
En 1946, dans la très infidèle adaptation de Jean Renoir, The Diary of a Chambermaid, tournée aux États-Unis en 1946, c'est Paulette Goddard qui interprétait, en anglais, le rôle de Célestine. En 1964, dans l’adaptation française de Jean-Claude Carrière, réalisée par Luis Buñuel, c'est Jeanne Moreau qui incarnait remarquablement la femme de chambre des Lanlaire, rebaptisés Monteil. Enfin, en 2015, c'est Léa Seydoux qui incarne la diariste de Mirbeau dans la nouvelle adaptation du roman par Benoît Jacquot ; initialement, c'est Marion Cotillard qui avait été pressentie et qui avait donné son accord. Pour être complet, signalons encore que l'actrice espagnole Lina Romay a interprété une Célestine dans un film érotique de Jesús Franco, Célestine, bonne à tout faire (1974) ; mais ses sexcapades – d'après le sous-titre anglais – n'ont rien à voir avec les mésaventures de l'héroïne de Mirbeau, dont le nom n'apparaît pas au générique.  
Innombrables ont été les adaptations théâtrales du Journal d'une femme de chambre. En France, les deux Célestine les plus célèbres sont Geneviève Fontanel, qui a interprété le rôle des centaines de fois à partir de 1982, dans une adaptation de Jacques Destoop, et Natacha Amal, qui l'a repris en 2012, dans une adaptation de Jonathan Duverger, avec la collaboration artistique de Jean-Marie Villégier. Parmi les autres Célestine françaises du dernier quart de siècle, signalons Christine Berg (en 1991), Delphine Allange, dans sa propre adaptation (de 1995 à 2007), Marielle Claire (de 1998 à 2007), Martine Tholon (en 1999), Raphaële Moussafir (en 1999-2000), Françoise Danell, dans une mise en scène de Pierre Debauche (en 2003), Martine Chide (en 2004), Karine Revelant (en 2004),  Aude Cortes, dans une mise en scène d’Olivier Gosse (en 2004), Françoise Caillard-Rousseaux (de 1993 à 2007), Marie  Strehaiano (de 2000 à 2012), Véronique Boutonnet (de 2000 à 2010), Lorraine de Sagazan (à partir de 2006), Florence Desalme et Manu Dubois (en 2008), Karine Ventalon et Virginie Mopin (qui a signé l'adaptation) dans une mise en scène de William Malatrat (de 2008 à 2015 où le spectacle est éligible aux Petits Molières), Mauricette Touyéras (de 2009 à 2013), Pauline Menuet, d'abord dans une adaptation de René Bocquier, puis dans sa propre adaptation et dans une mise en scène de Laura Kutika Guliamo  (en 2011-2013), Ségolène Point, dans une mise en scène de Nita Alonso (en 2011-2012),  Isabelle Hollensett, dans une adaptation de Nicolas Luquin (2013), Patricia Piazza Georget, dans sa propre adaptation (en 2016-2017) et Catherine Artigala, dans une adaptation de Michel Monnereau, en 2017-2018. Enfin, à l'automne 2022, au Théâtre de la Huchette, c'est Lisa Martino qui endosse le tablier de Célestine, dans une adaptation et une mise en scène de Nicolas Briançon ; les représentations se poursuivent en 2023 au Théâtre de Poche-Montparnasse. Enfin, d'octobre 2023 à juin 2024, c'est Éliane Kherris qui incarne Célestine tous les mardis soirs au Théâtre Darius Milhaud, à Paris (XIXe).
Parmi les nombreuses adaptations du roman de Mirbeau données à l’étranger, relevons les dernières incarnations de Célestine : Valeria Valeri à Florence, dans une mise en scène de  Giancarlo Sbragia, en 1991-1992 ; Angels Bassas en Espagne, en 1993  ; Marie-Line Lefebvre, en Belgique, dans une adaptation d'Armand Delcampe, en 1998-1999 ; Helen Videnova en Bulgarie, de 1996 à 2011 ; Anna Maria Guarnieri en Italie, dans une mise en scène de Luca Ronconi, de 1999 à 2003 ; Joanna Zólkowska en Pologne, en 2000 ; Rita Terranova  en Argentine et en Uruguay, dans une adaptation de Manuel Iedvabni, en 2000-2001 ; Valérie Bodson au Luxembourg, en 2000 ; Annemiek Bozua, Francis Nijenhuis et Pien Waiboer aux Pays-Bas, de 2002 à 2005 ; Lael Logan à New York, en 2004 ;  Cathy Maillard en Suisse, en 2007 ; Gaby Geysens, Ani Leroy et Kathleen Seghers, dans les Flandres, en 2009 ; Nicole Palumbo à Bruxelles en 2011 ; Antonella Maddalena dans les Pouilles,  dans une mise en scène de Mario Moretti et Mimmo Mongelli, en 2011-2012 ; Stéphanie Moriau, à Bruxelles, en 2012 ; Margret Schröder, en Allemagne, en 2012 ; Sarah Navarro, en Belgique, en 2017, ; et Barbara Cracchiolo en Italie (Gênes, Calabre et Sicile), en 2018.
Il existe aussi des enregistrements de lectures du roman. Dans l'une, accessible sur le site de Littérature Audio, c'est Victoria qui donne sa voix à Célestine, pour une lecture intégrale de plus de treize heures. Dans l'autre, parue en CD chez Frémeaux en 2008, c'est Karin Viard qui incarne Célestine, pour une lecture partielle, réduite à près de trois heures et demie.